# Charles Hill (Botswana)
Charles Hill – wieś w Botswanie w dystrykcie Ghanzi. Według spisu ludności z 2011 roku wieś liczyła 3591 mieszkańców.